# ハイメ・アルグエルスアリSr.

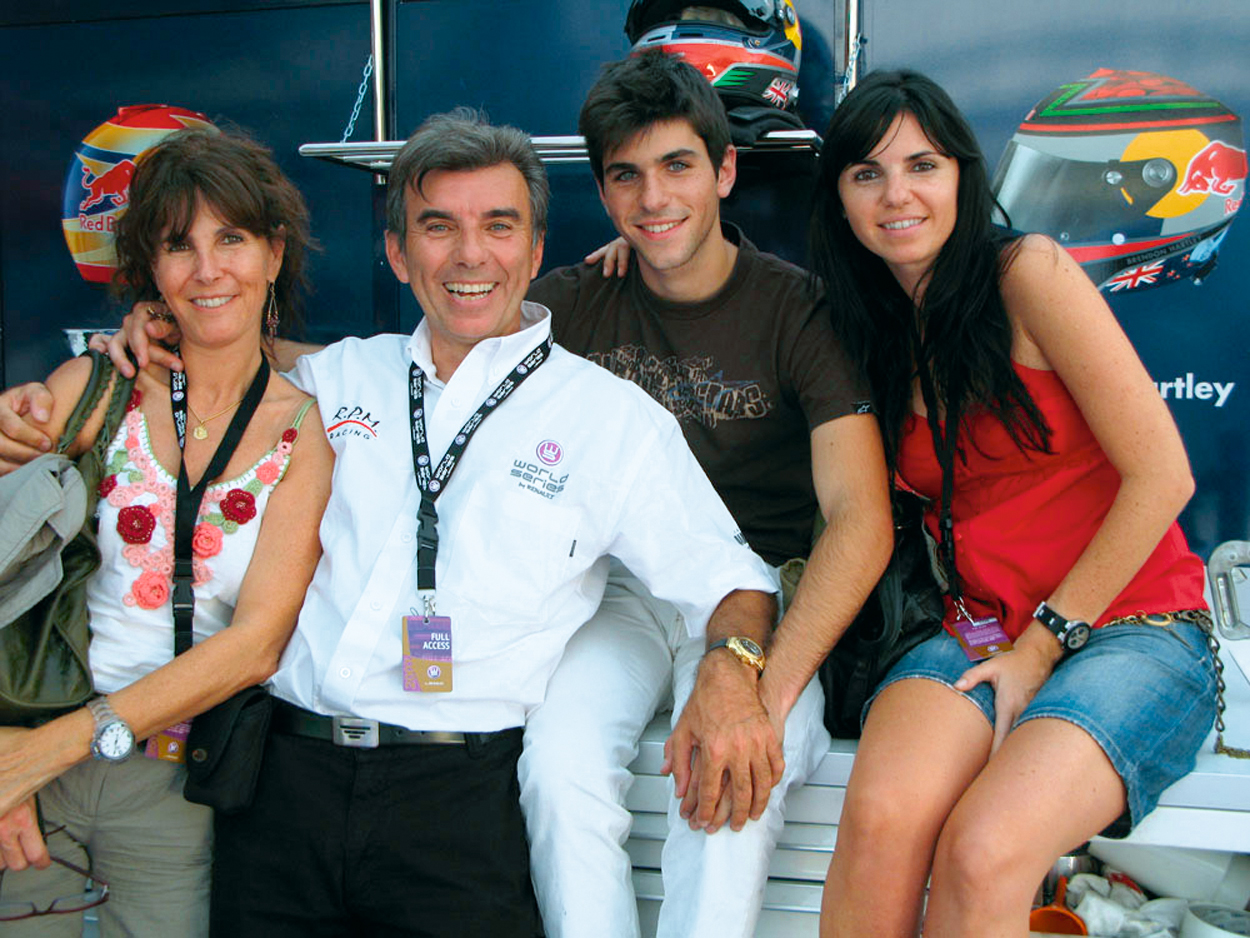
アルグエルスアリの一家。中央左がアルグエルスアリSr.、中央右がJr.

ハイメ・アルグエルスアリ・トルタハダ（Jaime Alguersuari  Tortajada、1950年4月2日 - ）は、スペイン人の元レーシングライダー、実業家。レースプロモーターとして数々のイベントを立ち上げ、スペインのレース界、および二輪競技全体の発展に貢献した。
元F1ドライバーのハイメ・アルグエルスアリJr.の父として知られる。

## 経歴

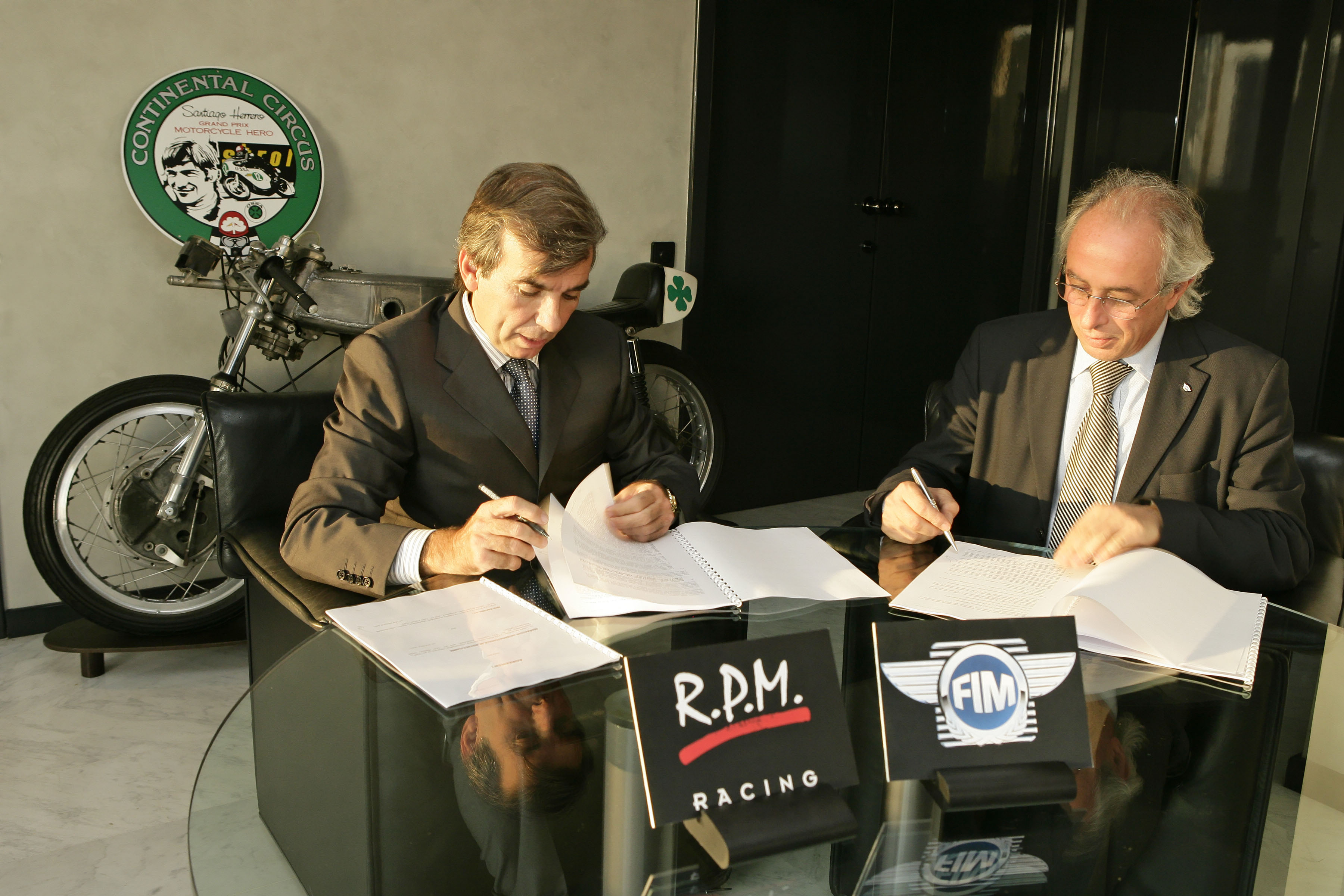
インドアエンデューロの放映権についての契約を締結するアルグエルスアリ（左）。右はFIM（国際モーターサイクリズム連盟）会長のヴィット・イッポリト

国際オリンピック委員会からオリンピック勲章を授与されたフォトジャーナリストのフランシスコ・アルグエルスアリ・デュランの息子として生まれ、60年代から80年代にかけてオートバイレーサーとして活躍した。
欧州の耐久レースを中心に活躍し、欧州耐久選手権の王者となったほか、スペインのモンジュイック24時間レースの250 ccクラスや、ル・マン24時間耐久ロードレースの250 ccクラスで優勝した。また250ccクラスのスペインジュニア王者、50ccの副王者チャンピオン並びに500ccクラスの副スペイン王者にもなった。マシンはモンテッサ、ヤマハ、デルビ、オッサなどを用いた。ロードレース世界選手権（WGP、現在のMotoGP）の50ccクラスにもスポット参戦した。
1976年、編集者とレースプロモーションへ興味を持った彼と弟のホセ・マリアは現在まで続く二輪雑誌の「ソロ・モト」を創刊した。彼はこの出版社を主催として、現在の屋内系のトライアル並びにエンデューロ（現在のエンデューロクロス）のルーツとなるようなイベントを立ち上げ、業界に大きな爪跡を残した。またサーキットでもクリテリウム・ソロ・モト、スーパープレステージ・インターナショナル・ソロ・モト、オープン・ドゥカドスのような二輪レースイベントを多数開催した。
バレンシア・サーキット（リカルド・トルモ・サーキット）の立ち上げにも関わった。
また彼はアレスポルト・グループ並びにレースプロモーターのRPM（RPMレーシング、RPMイベンツ）を設立した。RPMは1998年に息子のF1へのステップアップのため、スペインにF3000格レースのフォーミュラ・ニッサンを創設した。2004年にワールドシリーズ・バイ・ニッサン、2005年にフォーミュラ・ルノー3.5へと発展したこのミドルフォーミュラカーレースは比較的低コストかつ競争的に参戦できるために多くの支持を集め、2014年のF1のグリッドの60％は同シリーズ出身者が占めるほどであった。しかしFIA（国際自動車連盟）の政治的意図により、スーパーライセンス制度におけるポイントシステムのポイント対象から除外されたことで著しく衰退し、2017年に終焉を迎えた。
アレスポルト・グループとしてはモータースポーツ以外の、自転車、ゴルフ、スキーなどの雑誌も創刊している。
2014年にモータースポーツ界の発展に貢献したことを讃えられ、スペインオリンピック協会からオリンピックバッジを授与された。
アルグエルスアリは自分のキャリアとスペインの二輪競技に重要な影響を与えたライダーとして、アンヘル・ニエトとホルヘ・マルチネスの二人の名を挙げている。